# Helictotrichon krischae
Helictotrichon krischae är en gräsart som beskrevs av Helmut Melzer. Helictotrichon krischae ingår i släktet Helictotrichon och familjen gräs. Inga underarter finns listade i Catalogue of Life.